# Guyruita
Genre
Guyruita est un genre d'araignées mygalomorphes de la famille des Theraphosidae.

## Distribution
Les espèces de ce genre se rencontrent au Brésil et en Guyane.

## Liste des espèces
Selon World Spider Catalog (version 26, 13/07/2025) :
- Guyruita atlantica Guadanucci, Lucas, Indicatti & Yamamoto, 2007
- Guyruita cerrado Guadanucci, Lucas, Indicatti & Yamamoto, 2007
- Guyruita giupponii Fukushima & Bertani, 2018
- Guyruita guadanuccii Sherwood & Gabriel, 2021
- Guyruita isae Fukushima & Bertani, 2018
- Guyruita metallophila Fonseca-Ferreira, Zampaulo & Guadanucci, 2017
- Guyruita tepequem Santos, Almeida, de Morais & Bertani, 2025

## Systématique et taxinomie
Ce genre a été décrit par Guadanucci, Lucas, Indicatti et Yamamoto en 2007 dans les Theraphosidae.

## Publication originale
- Guadanucci, Lucas, Indicatti & Yamamoto, 2007 : « Description of Guyruita gen. nov. and two new species (Ischnocolinae, Theraphosidae). » Revista Brasileira de Zoologia, vol. 24, no 4, p. 991-996 (texte original).